# The Families and Genera of Vascular Plants
The Families and Genera of Vascular Plants (abreviado Fam. Gen. Vasc. Pl.) es un libro ilustrado con descripciones botánicas editado por él es un botánico alemán Klaus Kubitzki en el año 1990.
Klaus Kubitzki desarrolló actividades académicas hasta acceder al Profesorado emérito en la Universidad de Hamburgo, en su Herbario Hamburgense; priorizando la sistemática y geografía de las plantas angiospermas, principalmente del neotrópico, el historial florístico en el Terciario. Es el desarrollador del sistema taxonómico Kubitzki.